# أم الجعاب
أم الجعاب بالمصرية القديمة «بيقر» (وبالإنجليزية: Umm el-Qaab) هي تسمية حديثة لجبانة مصرية قديمة كانت تسمى بيقر  كانت موجودة شرق مقابر الملوك في أبيدوس (في صعيد مصر)، عثر فيها على 650 مقبرة لقدماء المصريين.
القبور الموجودة في جبانة أم الجعاب ترجع إلى عصر ما قبل الأسرات وعهدي الأسرة الأولى والأسرة الثانية؛ نحو 3000 - 2700 قبل الميلاد. تنتمي جبانة أم الجعاب إلى جانب جبانة ديدو وفيلة ومنديس إلى مناطق كانت «مقابر أوزيريس». وعثر في أم الجعاب على أهم مقبرتين ويرمز لهما U و B. وعلى الرغم من رمزهما المختلفين فإنهما ينتميان إلى مقبرة واحدة.

## تأريخ

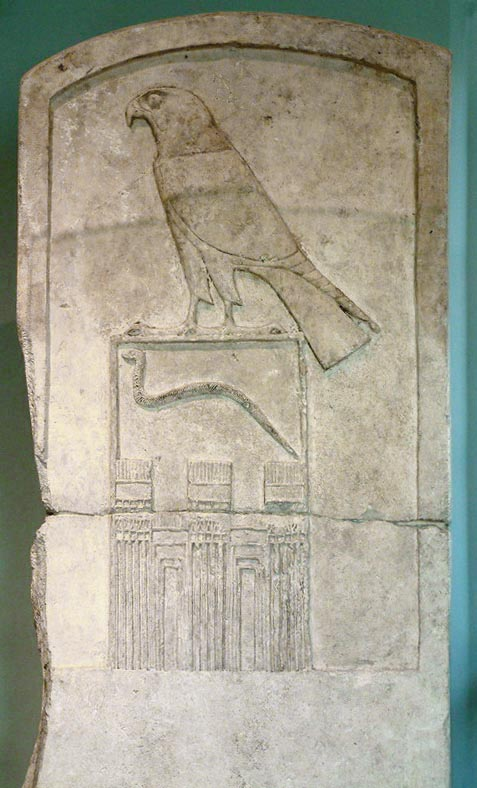
اسم حورس «واجي» أي الثعبان (أم الجعاب).

تغيرت صفة جبانة أم الجعاب من جبانة بسيطة كانت يدفن فيها مصريون قدماء من عصر نقادة الذي أتى قبل عصر الاسرات قبل 3000 سنة قبل الميلاد. تغيرت المنطقة لاحتواء قبور أمراء وأعيان من عهدي نقادة 2 . وكان أهم المدفونين فيها خلال عصر نقادة 3 هو الفرعون العقرب الأول (مقبرة يو- يي U-j). وكان ذلك بدء استخدام منطقة أم الجعاب كمنطقة لدفن ملوك وأمراء عصر ما قبل الاسرات، حتى انتهت خلال الأسرة الثالثة.
كانت مطقة المقابر خلال عصور مصر القديمة تحت حماية إله يسمى «خونتامنتي»، ولكن تغير ذلك خلال الأسرة الخامسة بشيوع أسطورة إيزيس وأوزوريس وكذلك عبادة رع. كما اقترن اسم أوزوريس خلال العهود المتأخرة باسم خونتامنتي. وخلال الدولة الوسطى وجدت صور على بعض اللوحات لأعيان الدولة وعليها تقديس أوزوريس. وخلال العصور المتأخرة من العصر الفرعوني كانت الناس تحج إلى منطقة أم الجعاب.

## استكشافها
استكشفت منطقة المقابر الملكية في أم الجعاب من «إميل أميلينو» في عام 1885 إلى عام 1899 بإجراء حفريات. وقام «فليندر بيتري» بإجراء حفريا منظمة فيها بين عامي 1899 - 1901 واكتشف عدة قبور.
كذلك قام عالمي الآثار «إدوارد نافي» و «إريك بيت» بحفريات مي المنطقة بين عامي 1912 إلى 1919. منذ 1977 يقوم المعهد الألماني للآثار الموجود في القاهرة باستكشاف أم الجعاب وإجراء الحفريات، تحت أشراف «فيرنر كايزر» وجاء بعده «غونتر دراير». بالإضافة إلى استكشافات علماء الآثار المصريين.

## مقابر أم الجعاب

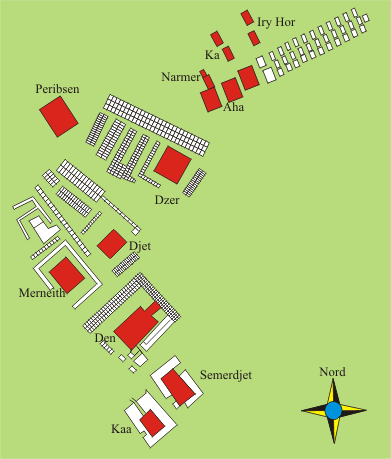
خريطة مقابر أم الجعاب.

كانت مقابر الملوك في أم الجعاب تنقسم إلى قسمين. أم الجعاب التي كانت جبانة لدفن الموتى والقبور في مناطق الوادي على حافة الصحراء، ومن ضمنها شونة الزبيب) وهي أهم مناطقها وتقع نحو 2 كيلومتر شمال أم الجعاب.
وكما تبين الحفريات الحديثة أن الجبانة كانت تستخدم منذ عصر نقادة قبل 3500 - 3000 سنة قبل الميلاد. وهي تسمى حاليا الجبانة U . وعثر فيها على عدد كبير من المقابر الصغيرة والكبيرة من ذلك العصر. ويمكن إنساب بعض المقابر إلى ملك قبل عصر الأسرات على أساس ما بلغ إليه من حجم كبير (أنظر العقرب الأول). وكانت المنطقة هي مقر مقابر فراعنة الأسرة الأولى. وأما أثناء الأسرة الثانية فقد دُفن فيها أثنان فقط من الفراعنة.
كان لمعظم مقابر أم الجعاب لوحة حجرية أمام القبر مكتوب عليها اسم صاحبها، وفي العادة يُصور فيها مقدما قرابين إلى الإله الذي يخصه بالتقديس. لم يبقى من المقابر سوى الدهاليز والحجرات تحت الأرض. وأما البنيات فوق المقابر فقد اختفت جميعها.
وبعد بناء مقبرة الفرعون حور عحا تكاثر بناء مقابر ثانوية بجوار المقبرة الرئيسة، كان يدفن فيها تابعي وخدام الملك. واحتفت تلك العادة مع قدوم الأسرة الثانية.
عثر في القرن الماضي في مقبرة جر تمثال من حجر البازلت يعرف «بسرير أوزيريس». ثم بتقدير عمر هذا التمثال إتضح أنه من عهد الأسرة الثالثة عشر، أي نحو ألف سنة بعد «جر». وهو معروض في المتحف المصري ويمكن مشاهدته. وتهتم أبحاث الآثار منذ العثور على مقبرة جر بالطقوس الدينية لقدماء المصريين بتقديس الإله أوزوريس. 
لهذا تعتبر مقبرة جر أيضا مما يسمى «مقابر أوزوريس». وتدل الحفريات الحديثة أن كل الملوك المدفونين في جبانة الملوك كانوا يقدسون أوزوريس.
تظهر على بعض المقابر ما يشير إلى تحسينات أدخلت عليها خلال الدولة الوسطى. كما أصبحت الجبانة مركزا للحجاج أثناء الدولة الحديثة. حيث كان الناس يقومون بتقديم قرابين في أوعية، وهذا ما خلع على تلك الجبانة اسمها «أم الجعاب»، أي أم القوارير. وتقدر عدد القوارير التي كانت موجودة فيها نحو 8 ملايين قارورة. وكانت مقبرة أوزوريس الموجودة في أم الجعاب تسمى بالمصرية القديم «محات». . وطبقا الإسطورة إيزيس وأوزوريس فقد عثرت إيزيس في أبيدوس على رأس زوجها أوزوريس الذي قتله أخوه ست.
تنتمي إلى جبانة الملوك في أبيدوس مناطق في الوادي كانت محصنة وكبيرة، حيث كانت تقام فيها الطقوس الجنائزية عند دفن أحد الفراعنة المدفونين هناك.

## من القطع الأثرية التي عثر عليه
- يد خنجر K 1104
- يد سكين K 1262a
- يد سكين K 1262b
- يد سكين K 1103
- يد سكين K 2185
- يد سكين K 2186
- سكينان K 3325 + K 3324
- مقبض خنجر K 3475

## قائمة لأكبر مقابر أم الجعاب
| المقبرة               | الحاكم             | حجمها                                   | قبور ثانوية | الوصف | صورة                           |  |
| --------------------- | ------------------ | --------------------------------------- | ----------- | --- | ------------------------------ |  |
| U-j                   | عقرب الأول         | ca. 8 × 10 m.                           |             | مقبرة الملك العقرب الأول وتتكون من 12 حجرة. مقاييسها 2,9 × 4,7 متر، وتوجد 9 غرف مخازن شرقا من حجرة التابوت موزعة في ثلاثة صفوف. المقبرة بحجمها هذا هي أكبر مقبرة من ذلك العهد. فمعظم الملوك كانت مقبرتهم تتكون من حجرة أو حجرتين فقط. وقد عثر على صولجان الملك العقرب الأول في مقبرته. ووجدت في حجرات المخازن قوارير نبيذ لتحوي نحو 4000 لتر من النبيذ. وكانت على القوارير كتابات: "مزرعة الملك العقرب", كما عثر على نحو 160 من شرائح سن الفيل وشرائح حجرية، مكتوب عليها حروف وكلمات تـشير إليه. وهي تعتبر أقدم ما عثر عليه في مصر من كتابة. |                                |  |
| B 1/2                 | يري حور            | B 1: ca. 2,5 × 7 m B 2: ca. 4,5 × 2,5 m |             | اكتشف "فلندرز بتري" هذه المقبرة. وتتكون من حجرتين منفصلتين كنظام ذلك الوقت: الحجرة الكبيرة (B 1) كحجرة التابوت والحجرة الصغيرة (B 2) كمكان للتخزين. | Das Grab des Iri Hor           |  |
| B 7/9                 | كا (فرعون)         | B 7: ca. 6 × 3,3 m, B 9: ca. 6 × 3 m    |             | تبع كا الفرعون " يري حور". شكل مقبرته وتوزيع الحجرات مشابهة لمقبرة الملك يري حور. عثر في المقبرة على 40 من القطع الأثرية وعليها أسمه كا. | مقبرة Ka                       |  |
| B 16/17               | نارمر              | حجرتان كل منهما 10 × 3 متر              |             | تتكون مقبرة نارمر أيضا من حجرتين بينهما حائط. عثر في تلك المقبرة لوحة لأول مرة. | مقبرة نارمر                    |  |
| B 10/13/14/ 15/16/19, | Aha                |                                         | 36          | تتكون مقبرة حور أها من خمس حجرات ويتبعها مجمع قبور. الثلاثة حجرات الرئيسية B 10, 15, 19 متساوية المساحة ولكن تقريبًا بنفس الحجم والمسافة من بعضهما البعض. الغرف B 13 ، 14 أصغر قليلاً. ربما دفن الملك وسط الغرف الثلاث الكبيرة (ب 15). يحتوي ب 16 على مجمع دفن ثانوي به 32 حجرة دفن. في أقصى الحجرة الشرقية كان يوجد "قبر أسد" به شخصان بالغان وخمسة أشبال . | 100px\|Das Grab des Hor-Aha    |  |
| B 40/50               | Teti I. Atoti      | B 40: ca. 10 × 8 m B 50: ca. 6 × 7,5 m  |             | بُني قبر الملك تيتي الأول مرة أخرى في غرفتين منفصلتين. ب 40 حجرة الدفن الملكية و ب 50 مجمع به أربع غرف متساوية الحجم تقريبا. التنازل غير ممكن على وجه اليقين ، حيث لم يتم العثور على نقوش. يقترح القبر غير المكتمل دفن طارئ ، مما يوحي بالملك تيتي الأول. ملك لمدة 10 أشهر فقط ثم توفي فجأة |                                |  |
| O                     | جر (فرعون)         | ca. 18,4 × 17 m                         | 318         | تغطي مقبرة الملك جر مساحة 40 × 70 م ويتكون المجمع من غرفة رئيسية كبيرة محاطة بالعديد من الغرف الصغيرة لـ 318 مدفن ثانوي. يستخدم هذا النوع من المقابر لجميع مقابر الأسرة الأولى | 100px\|Das Grab des Djer       |  |
| Z                     | Wadji (Djet)       | ca. 13,5 × 11,4 m                       | 178         | قبر الملك دجيت يشبه قبر الملك جر. الغرف الرئيسية لها نفس الحجم تقريبًا ، تم تقليل عدد المدافن الثانوية فقط إلى 178. هناك 19 غرفة / منافذ للمجلات في الغرفة الرئيسية | 100px\|Das Grab des Wadji      |  |
| Y                     | مريت نيت           | ca. 16,5 × 14 m                         | 41          | مقبرة وجي مريت يتكون مجمع دفن الملكة ميريتنيث من حجرة دفن بحوالي 9 × 6.3 م و 41 مقبرة جانبية تقع حول حجرة الدفن. حجرة الدفن محاطة من الجوانب الأربعة بغرفتي تخزين. الملكة ميريتنيث هي والدة هور دن الذي حكم المملكة لعدد من السنوات منذ أن كان طفلاً عندما توفي والده. | 100px\|Das Grab der Meritneith |  |
| T                     | Den (Dewen, Udimu) | ca. 23,5 × 14 m                         | 121         | . تبلغ مساحة حجرة الدفن المركزية حوالي 15 × 8.5 م ، وهي محاطة من الشمال والشرق والغرب بغرف صغيرة لـ 121 مدفنًا ثانويًا. يؤدي درج يبلغ طوله حوالي 23.5 مترًا إلى القبر لأول مرة من الشمال الغربي. بعد الدفن ، تم إغلاق غرفة الدفن وتم ملء الممر المحيط بالدرج | 150px\|Das Grab des Den        |  |
| X                     | عج إب (Adjib)      | ca. 6,8 × 4,5 m                         | 63          | المقبرة مشابهة في التصميم لمقبرة هور دن ولها أيضًا سلم ، ولكنها أصغر. يوجد حول الغرفة الرئيسية 63 حجرة أصغر للدفن الثانوي | 100px\|Das Grab des Anedjib    |  |
| U                     | Semerchet          | ca. 16,5 × 7,5 m                        | 68          | . حجرة الدفن محاطة من جميع الجوانب بغرف أصغر لـ 68 مدفن ثانوي. لأول مرة ، تقع قبور المدافن الثانوية مباشرة مقابل جدار حجرة الدفن الرئيسية. أدى منحدر طوله حوالي 10 أمتار إلى أسفل هذا القبر | 150px\|Das Grab des Semerchet  |  |
| Q                     | القاع              | ca. 10 × 5 m                            | 26          | قبر سيميرشيت الملك قاع هو آخر حاكم يمارس تقليد الدفن الثانوي. يوجد أمام حجرة الدفن ست غرف تخزين أصغر ، من خلال وسطها يؤدي درج المدخل. مرة أخرى فقط مفصولة بجدار غرف الدفن 26 الثانوية حول حجرة الدفن | 150px\|Das Grab des Qa'a       |  |
| P                     | بر إيب سن          | ca. 21 × 18,5 m                         | keine       | غرف دفن الملك متصلة ببعضها البعض عن طريق ممرات طويلة ومرتبة في 9 غرف للمجلات. المجمع بأكمله مستطيل الشكل. منذ بداية الأسرة الثانية ، انتهت عادة الدفن الثانوية. كان الوصول عبر منحدر. كان هناك شاهدة ملكية واحدة على الأقل عند مدخل القبر |                                |  |
| V                     | Chasechemui        | ca. 69 × 10/17 m                        | keine       | كان الملك خزشمي آخر فرعون بنى مقبرة في أم القعب. تم ترتيب 54 غرفة تخزين حول حجرة الدفن ، وحجم حجرة الدفن حوالي 5.3 × 3.3 م. يشكل المجمع بأكمله مستطيلاً ممدوداً. تم العثور على الأواني البرونزية هنا لأول مرة | .                              |  |

## جبانات الأسرة الأولى

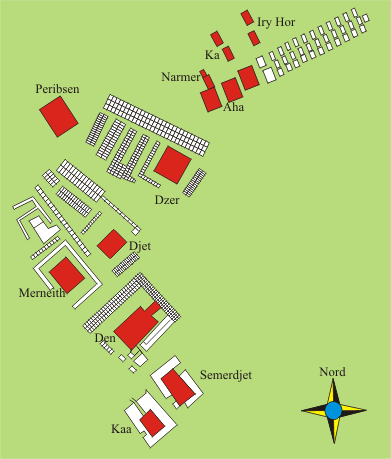

تعرف هذه المنطقة بأنها مقابر لملوك الأسرة الأولى وأخر ملكين للأسرة الثانية.
- نارمر[14]
- حور آحا[15]
- دجر[16]
- دجت[17]
- مريت نيت[18]
- دن[19]
- عنجي إب[20]
- سمر خت[21]
- قاع[22]

## جبانات الأسرة الثانية
آخر ملكين من ملوك أسرة مصرية ثانية|الأسرة الثانية قد دفنوا بالقرب من أجدادهم، وقد دفنوا في جبانات بنيت من الطوب الطيني مما عجل بتلفها.
- - ست - بر إب سن[23]

وقد وجدت لوحة حجرية محفور عليها أول جملة كاملة مكتوبة باللغة الهيروغليفية.

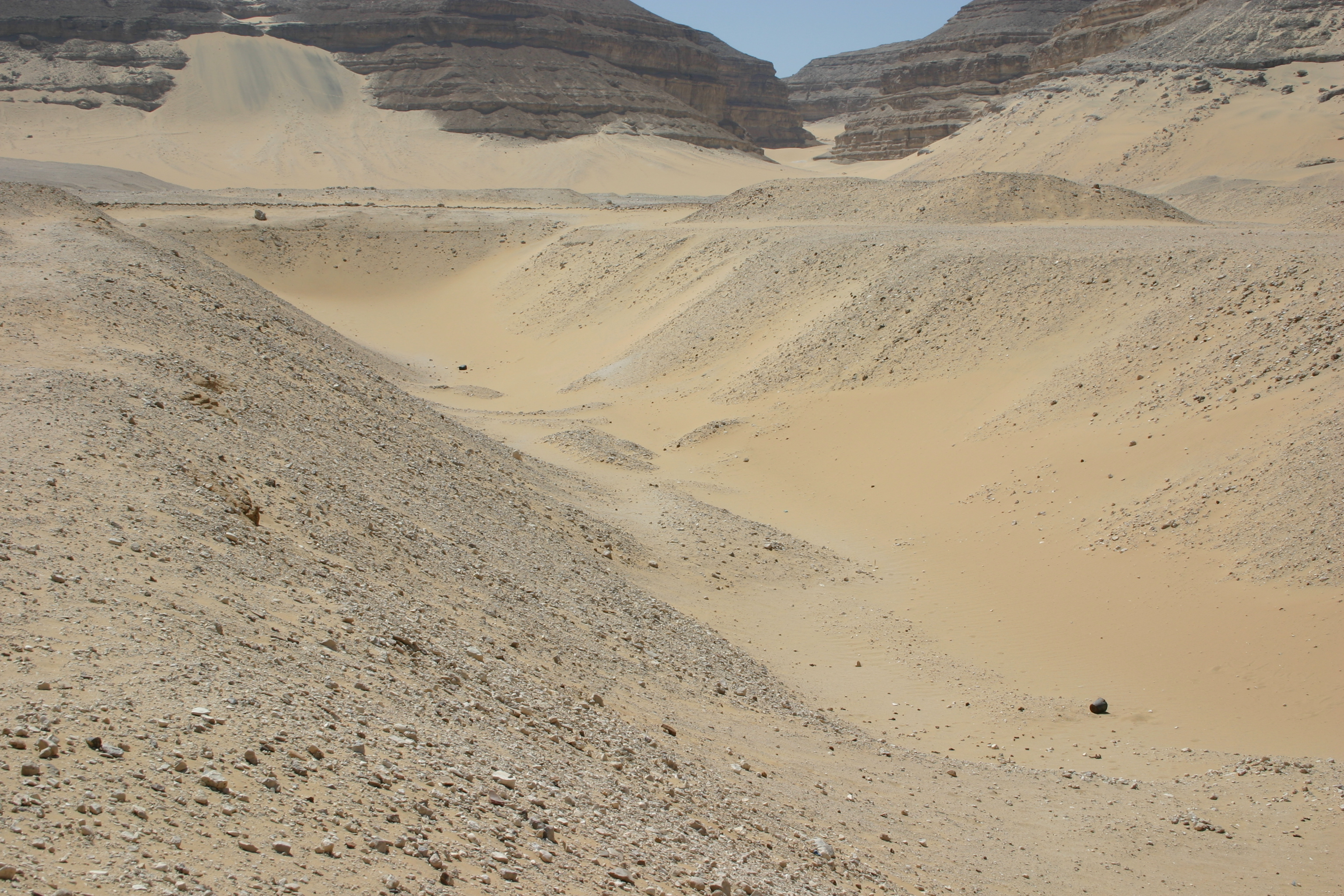
مقبرة خع سخم وي

- خع سخموي[25]

## اقرأ أيضا
- قبة الهوا
- هرم زوسر
- مصطبة إس 3503